# 一色満範
一色 満範（いっしき みつのり）は、室町時代の武将、守護大名。丹後一色家当主。

## 生涯
元服に際して将軍・足利義満より偏諱を受けて満範と名乗る。
明徳2年/元中9年（1391年）、山名氏清・満幸が室町幕府に対して挙兵した明徳の乱で父・一色詮範と共に軍功を上げ幕府内での地位を高め、翌明徳3年（1392年）正月に丹後国・尾張国知多分郡守護に補任された。河村昭一によれば、詮範は山名氏に奪われていた若狭国今富名（若狭国の守護領の中核部分で、小浜などの主要部を含んでいた）を恩賞として与えられることを望んだため、代わりに満範が父とは別に丹後国を与えられたという。このため、満範は丹後国に父とは別に新たな家臣団を編成した。
丹後の守護所である加佐郡の八田の館に居住したが、父と共に守護館の背後にある建部山に建部山城（舞鶴市）を築城した。応永6年（1399年）、大内義弘が幕府に反乱を起こした応永の乱では、義弘の弟弘茂を打ち滅ぼし、幕府中枢の地位を確固たるものとした。
応永13年（1406年）6月、父・詮範の死去を受け家督を継ぎ、一色氏の重代の領国である若狭国・三河国守護に補任される。だが、父から引き継いだ家臣団と満範が丹後で新たに編成した家臣団の間で対立が発生し、同年10月1日、京都にある満範の屋敷で三河守護代小笠原明鎮・長頼父子が捕らえられ、丹後石河城に監禁される事件が起こる。さらに2年後の応永15年（1408年）、明鎮の弟（または叔父）小笠原長正が三河幡豆郡で一色軍と交戦し、12月26日には一族郎党と共に敗死した。満範は直後の応永16年（1409年）1月6日に没。
監禁されていた明鎮父子はその2か月後の3月に切腹を命じられ、一色氏の守護代として勢力のあった小笠原氏は満範の死と時を同じくして滅亡した。